# Olga Mijaliova
Olga Mijaliova (del ruso: Ольга Михалёва) es una deportista rusa que compitió en taekwondo. Ganó una medalla de plata en el Campeonato Europeo de Taekwondo de 1998 en la categoría de –59 kg. La transcripción al inglés de su apellido es Mikhaleva. 

## Palmarés internacional
| Campeonato Europeo | Campeonato Europeo       | Campeonato Europeo | Campeonato Europeo |
| Año                | Lugar                    | Medalla            | Categoría          |
| ------------------ | ------------------------ | ------------------ | ------------------ |
| 1998               | Eindhoven (Países Bajos) | Medalla de plata   | –59 kg             |